# Niksowizna
Niksowizna – wieś w Polsce położona w województwie podlaskim, w powiecie kolneńskim, w gminie Kolno.
Położona nad rzeką Skrodą na skraju Puszczy Zielonej. W odległości 12 km od Kolna i 16 od Nowogrodu. Wieś znajduje się w granicach Obszaru Chronionego Krajobrazu Równiny Kurpiowskiej i Doliny Dolnej Narwi.
Wierni kościoła rzymskokatolickiego należą do parafii Najświętszego Serca Jezusowego w Łosewie.

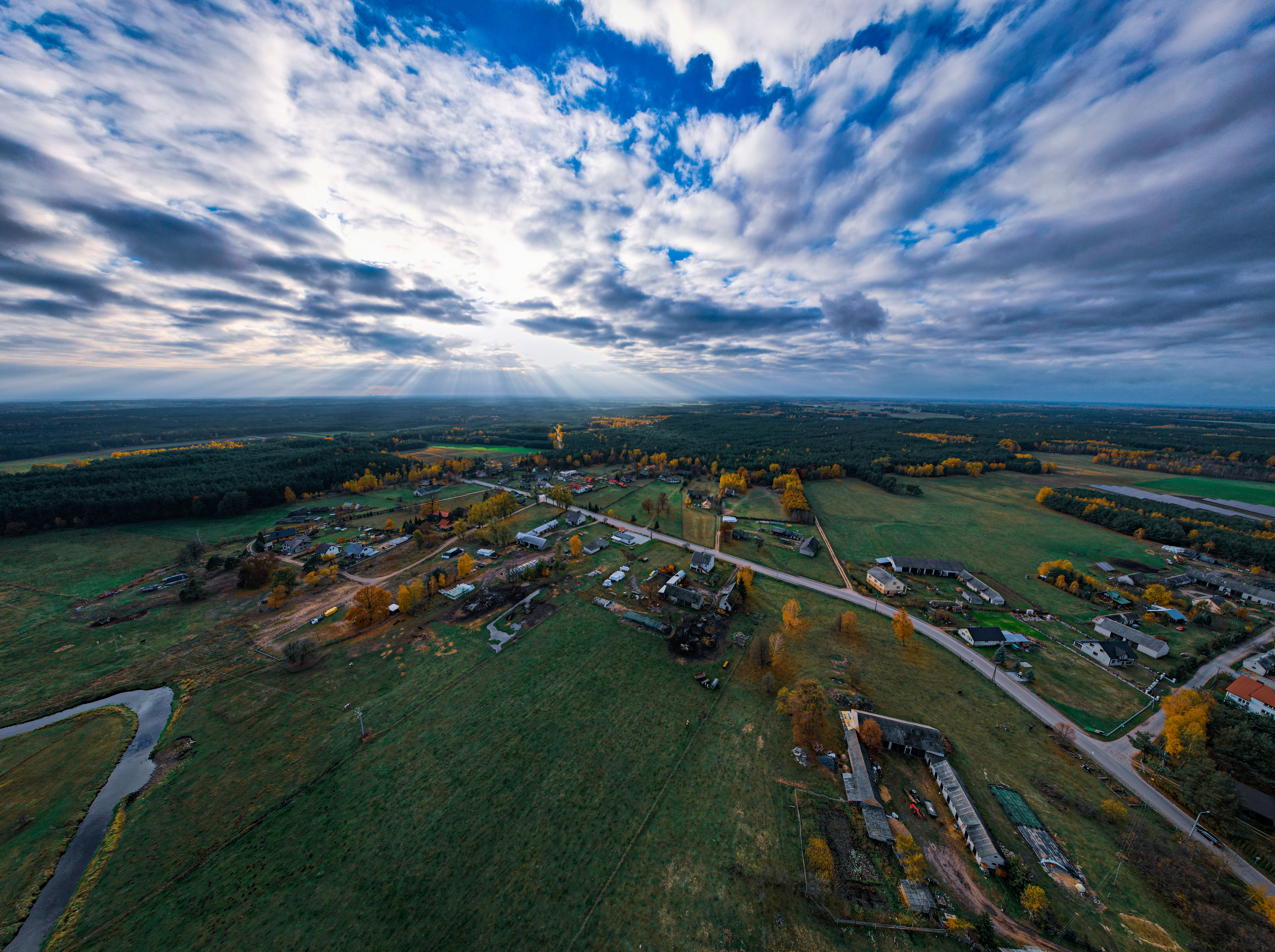
Niksowizna z lotu ptaka

## Historia
W czasach zaborów w granicach Imperium Rosyjskiego. W latach 1921–1939 wieś leżała w województwie białostockim, w powiecie kolneńskim, w gminie Czerwone.
Według Powszechnego Spisu Ludności z 1921 roku zamieszkiwało tu 217 osób, 204 było wyznania rzymskokatolickiego, 7 ewangelickiego a 6 mojżeszowego. Jednocześnie 211 mieszkańców zadeklarowało polską przynależność narodową a 6 żydowską. Było tu 47 budynków mieszkalnych.
Miejscowość należała do parafii rzymskokatolickiej w Kolnie. Podlegała pod Sąd Grodzki w Kolnie i Okręgowy w Łomzy; właściwy urząd pocztowy mieścił się w Kolnie.
W wyniku napaści ZSRR na Polskę we wrześniu 1939 miejscowość znalazła się pod okupacją sowiecką. 2 listopada została włączona do Białoruskiej SRR. 4 grudnia 1939 włączona do nowo utworzonego obwodu białostockiego. Od czerwca 1941 roku pod okupacją niemiecką. 22 lipca 1941 r. włączona w skład okręgu białostockiego III Rzeszy.
Do 1945 roku około 75 i trzykrotna liczba obecnych mieszkańców. Powodem spadku liczby mieszkańców była emigracja na Ziemie Odzyskane. Wieś od 1918 roku należy do parafii Łosewo. Poprzednio należała do parafii Mały Płock.
W latach 1975–1998 miejscowość administracyjnie należała do województwa łomżyńskiego.
Obecnie 30 domów.

## Zabytki
- Cmentarz wojenny z I wojny światowej, przy drodze Nowogród – Janowo, nr rej.: 264 z 6 czerwca 1987[12].